# Aspidopterys
Aspidopterys es un género botánico de plantas de flores con 39 especies perteneciente a la familia Malpighiaceae. Es originario de Asia tropical.

## Descripción
Son lianas leñosas o arbustos. Las hojas son opuestas, enteras,  y caducifolias. Las inflorescencias se producen en forma de panículas, raramente un racimo o cima, estas son axilares o terminales. Con cinco pétalos amarillos o blancos. El fruto en forma de sámaras con semillas cilíndricas, situadas en el centro de ellas.

## Taxonomía
El género fue descrito por Adrien-Henri de Jussieu ex Stephan Ladislaus Endlicher. La especie tipo es Aspidopterys elliptica A.Juss..

## Especies seleccionadas
| - Aspidopterys andamanica - Aspidopterys balakrishnanii - Aspidopterys canarensis - Aspidopterys cavaleriei - Aspidopterys celebensis | - Aspidopterys concava - Aspidopterys cordata - Aspidopterys costulata - Aspidopterys elliptica - frutilla de sabana (Cuba) |